# Malalag
Malalag is een gemeente in de Filipijnse provincie Davao del Sur op het eiland Mindanao. Bij de laatste census in 2007 had de gemeente ruim 35 duizend inwoners.

## Geografie

### Bestuurlijke indeling
Malalag is onderverdeeld in de volgende 15 barangays:
| - Bagumbayan - Baybay - Bolton - Bulacan - Caputian - Ibo - Kiblagon - Lapla | - Mabini - New Baclayon - Pitu - Poblacion - Rizal - San Isidro - Tagansule |

## Demografie
Malalag had bij de census van 2007 een inwoneraantal van 35.241 mensen. Dit zijn 1.907 mensen (5,7%) meer dan bij de vorige census van 2000. De gemiddelde jaarlijkse groei komt daarmee uit op 0,77%, hetgeen lager is dan het landelijk jaarlijks gemiddelde over deze periode (2,04%). Vergeleken met de census van 1995 is het aantal mensen met 4.508 (14,7%) toegenomen.

De bevolkingsdichtheid van Malalag was ten tijde van de laatste census, met 35.241 inwoners op 186,12 km², 189,3 mensen per km².